# Ebbe Sand
Ebbe Sand (Hadsund, Dinamarca, 19 de julio de 1972) es un exfutbolista danés que jugaba como delantero y fue parte de la selección de fútbol de Dinamarca. 

## Trayectoria
Inició su carrera en las divisiones juveniles del Handsund BK de su ciudad natal junto a su hermano Peter. Tras mudarse a Copenhague pasa al Brøndby IF. Con este club lograría tres títulos consecutivos lo que le valió para ser convocado para la Copa Mundial de 1998.
En 1999 fue transferido al Schalke 04 por 10 millones de marcos alemanes anotando 14 goles en su primera temporada. En la temporada 2000-01 logró el subcampeonato con su club siendo el goleador de la temporada junto a Sergej Barbarez del Hamburgo SV con 22 goles. Esa misma temporada Schalke ganó la Copa de Alemania, logro que repetiría en la campaña siguiente.
Finalizó su carrera en un juego entre Schalke y VfB Stuttgart el 13 de mayo del 2006, anotando un gol en la victoria de su club por 3-2.

## Selección nacional
Fue internacional con la selección de fútbol de Dinamarca en 66 partidos entre 1998 y 2006 anotando  22 goles.
Ostenta un récord, el de hacer el gol más rápido de la historia de los mundiales marcado por un suplente. Ocurrió en el triunfo de Dinamarca sobre Nigeria en Francia 1998, al anotar 16 segundos después de entrar a la cancha.

### Participaciones en Copas del Mundo
| Mundial                        | Sede                | Resultado        |
| ------------------------------ | ------------------- | ---------------- |
| Copa Mundial de Fútbol de 1998 | Francia             | Cuartos de final |
| Copa Mundial de Fútbol de 2002 | Japón-Corea del Sur | Octavos de final |

### Participaciones en Eurocopa
| Eurocopa      | Sede            | Resultado        |
| ------------- | --------------- | ---------------- |
| Eurocopa 2000 | Holanda-Bélgica | Primera fase     |
| Eurocopa 2004 | Portugal        | Cuartos de final |

## Clubes
| Club       | País      | Año       |
| ---------- | --------- | --------- |
| Brøndby IF | Dinamarca | 1992-1999 |
| Schalke 04 | Alemania  | 1999-2006 |

## Palmarés

### Campeonatos nacionales
| Título            | Club       | País      | Año  |
| ----------------- | ---------- | --------- | ---- |
| Primera División  | Brøndby IF | Dinamarca | 1996 |
| Primera División  | Brøndby IF | Dinamarca | 1997 |
| Primera División  | Brøndby IF | Dinamarca | 1998 |
| Copa de Dinamarca | Brøndby IF | Dinamarca | 1998 |
| Copa de Alemania  | Schalke 04 | Alemania  | 2001 |
| Copa de Alemania  | Schalke 04 | Alemania  | 2002 |

### Distinciones individuales
| Distinción               | Año  |
| ------------------------ | ---- |
| Futbolista Danés del año | 1998 |